# Pistosia
Pistosia là một chi bọ cánh cứng trong họ Chrysomelidae.
Chi này được miêu tả khoa học năm 1905 bởi Weise.

## Các loài
Các loài trong chi này gồm:
- Pistosia abscisa (Uhmann, 1939)
- Pistosia angulicollis (Gestro, 1910)
- Pistosia apicalis (Gestro, 1896)
- Pistosia bakeri (Gestro, 1919)
- Pistosia biseriata (Uhmann, 1931)
- Pistosia bowringii (Baly, 1858)
- Pistosia collaris (Baly, 1858)
- Pistosia compta (Gestro, 1913)
- Pistosia conspicua (Gestro, 1899)
- Pistosia costata (Uhmann, 1939)
- Pistosia costipennis (Uhmann, 1931)
- Pistosia dactyliferae (Maulik, 1919)
- Pistosia distinguenda (Baly, 1858)
- Pistosia drescheri (Uhmann, 1935)
- Pistosia fasciata (Uhmann, 1948)
- Pistosia foveicollis (Gressitt, 1939)
- Pistosia gorbunovi L. Medvedev, 1997
- Pistosia impicta (Uhmann, 1931)
- Pistosia inornata (Gestro, 1892)
- Pistosia insolita (Gestro, 1899)
- Pistosia limbata (Gestro, 1906)
- Pistosia maculata (Weise, 1905)
- Pistosia marginata (Gestro, 1896)
- Pistosia neglecta (Gestro, 1903)
- Pistosia nigra (Chen & Sun, 1964)
- Pistosia phoenicia (Maulik, 1930)
- Pistosia raapii (Gestro, 1898)
- Pistosia rubra (Gressitt, 1953)
- Pistosia sita (Maulik, 1919)
- Pistosia sparsepunctata (Pic, 1939)
- Pistosia spectabilis (Gestro, 1897)
- Pistosia terminalis (Gestro, 1917)
- Pistosia testacea (Fabricius, 1801)
- Pistosia vittata (Gestro, 1917)